# LNAH 2005/06
Die Saison 2005/06 war die zehnte reguläre Saison der Ligue Nord-Américaine de Hockey (bis 2003 Ligue de hockey semi-professionnelle de Québec; bis 2004 Ligue de hockey senior majeur du Québec). Die neun Teams absolvierten in der regulären Saison je 56 Begegnungen. Das punktbeste Team der regulären Saison waren die Radio X de Québec, während die Saint-François de Sherbrooke in den Play-offs zum ersten Mal die Coupe Futura gewannen.

## Teamänderungen
Folgende Änderungen wurden vor Beginn der Saison vorgenommen:
- Die Fjord du Saguenay stellten den Spielbetrieb ein.
- Die Chiefs de Laval wurden verkauft und änderten ihren Namen in Summum-Chiefs de Laval.
- Die Garaga de Saint-Georges änderten ihren Namen in CRS Express de Saint-Georges.
- Die Cousin de Saint-Hyacinthe änderten ihren Namen in Cristal de Saint-Hyacinthe.

## Reguläre Saison

### Abschlusstabelle
Abkürzungen: GP = Spiele, W = Siege, L = Niederlagen, T = Unentschieden, OTL = Niederlage nach Overtime, GF = Erzielte Tore, GA = Gegentore, Pts = Punkte
|                                | GP | W  | L  | OTL | SOL | GF  | GA  | Pts |
| ------------------------------ | -- | -- | -- | --- | --- | --- | --- | --- |
| Radio X de Québec              | 56 | 43 | 12 | 1   | 0   | 291 | 196 | 87  |
| Saint-François de Sherbrooke   | 56 | 36 | 13 | 3   | 4   | 248 | 174 | 79  |
| Caron & Guay de Trois-Rivières | 56 | 33 | 14 | 0   | 9   | 209 | 176 | 75  |
| Dragons de Verdun              | 56 | 31 | 19 | 2   | 4   | 272 | 235 | 68  |
| Mission de Sorel-Tracy         | 56 | 27 | 24 | 4   | 1   | 222 | 223 | 59  |
| Prolab de Thetford Mines       | 56 | 25 | 25 | 1   | 5   | 216 | 228 | 56  |
| CRS Express de Saint-Georges   | 56 | 24 | 29 | 1   | 2   | 222 | 261 | 51  |
| Chiefs de Laval                | 56 | 19 | 33 | 4   | 0   | 217 | 283 | 42  |
| Cristal de Saint-Hyacinthe     | 56 | 14 | 39 | 1   | 2   | 180 | 301 | 31  |

## Coupe Futura-Playoffs
| Coupe Futura-Viertelfinale | Coupe Futura-Viertelfinale   | Coupe Futura-Viertelfinale |  |  | Coupe Futura-Halbfinale | Coupe Futura-Halbfinale | Coupe Futura-Halbfinale |  |  | Coupe Futura-Finale | Coupe Futura-Finale | Coupe Futura-Finale |
|                            |                              |                            |  |  |                         |                         |                         |  |  |                     |                     |                     |
|                            | nicht                        |                            |  |  |                         |                         |                         |  |  |                     |                     |                     |
|                            | bekannt                      |                            |  |  |                         |                         |                         |  |  |                     |                     |                     |
|                            | nicht                        |                            |  |  |                         |                         |                         |  |  |                     |                     |                     |
|                            |                              |                            |  |  |                         |                         |                         |  |  |                     |                     |                     |
|                            |                              | bekannt                    |  |  |                         |                         |                         |  |  |                     |                     |                     |
|                            | nicht                        |                            |  |  |                         |                         |                         |  |  |                     |                     |                     |
|                            |                              |                            |  |  |                         |                         |                         |  |  |                     |                     |                     |
|                            | bekannt                      |                            |  |  |                         |                         |                         |  |  |                     |                     |                     |
| 2                          | Saint-François de Sherbrooke |                            |  |  |                         |                         |                         |  |  |                     |                     |                     |
| 2                          | Saint-François de Sherbrooke |                            |  |  |                         |                         |                         |  |  |                     |                     |                     |
|                            |                              | nicht bekannt              |  |  |                         |                         |                         |  |  |                     |                     |                     |
|                            | nicht                        |                            |  |  |                         |                         |                         |  |  |                     |                     |                     |
|                            |                              |                            |  |  |                         |                         |                         |  |  |                     |                     |                     |
|                            | bekannt                      |                            |  |  |                         |                         |                         |  |  |                     |                     |                     |
|                            | nicht                        |                            |  |  |                         |                         |                         |  |  |                     |                     |                     |
|                            |                              |                            |  |  |                         |                         |                         |  |  |                     |                     |                     |
|                            |                              | bekannt                    |  |  |                         |                         |                         |  |  |                     |                     |                     |
|                            | nicht                        |                            |  |  |                         |                         |                         |  |  |                     |                     |                     |
|                            |                              |                            |  |  |                         |                         |                         |  |  |                     |                     |                     |
|                            | bekannt                      |                            |  |  |                         |                         |                         |  |  |                     |                     |                     |

## Vergebene Trophäen
| Auszeichnung                                          | Spieler                      | Team                         |
| ----------------------------------------------------- | ---------------------------- | ---------------------------- |
| Trophée Claude Larose Wertvollster Spieler            | Marco Charpentier            | Radio X de Québec            |
| Trophée Éric Messier Bester Verteidiger               | Frédéric Bouchard            | Radio X de Québec            |
| Trophée Guy Lafleur Topscorer                         | Marco Charpentier            | Radio X de Québec            |
| Trophée Maurice Richard Bester Torschütze             | Dominic Chiasson             | Dragons de Verdun            |
| Trophée des Gouverneurs Bester Trainer                | Daniel Bissonette            | Saint-François de Sherbrooke |
| Coupe Futura Gewinner der LNAH-Playoffs               | Saint-François de Sherbrooke | Saint-François de Sherbrooke |
| Coupe du Commissaire Bestes Team der regulären Saison | Radio X de Québec            | Radio X de Québec            |